# Bowenia spectabilis
Bowenia spectabilis — вид голонасінних рослин класу саговникоподібні (Cycadopsida).

## Поширення, екологія
Австралія, Північно-Східний Квінсленд. Росте в або поблизу лісу, недалеко від потоків і на захищених схилах у вологих склерофітних лісах, переважно в низинних районах, але на висоті до 700 м в Атертоні. Віддає перевагу вологий / сухий сезонним коливанням клімату.

## Загрози та охорона
Загрозою є скорочення площі середовища проживання. Цей вид перелічений у Додатку II СІТЕС. Вид захищений відповідно до законодавства про охорону природи. Вид, як правило, добре представлений у національних парках і у Вологих тропіках Квінсленду.